# Amīnah al-Saʿīd
Amīnah al-Saʿīd, nota anche come Amīnah Saʻīd (in arabo أمينة السعيد‎?; 1914 – 1995), è stata una giornalista e attivista egiziana per i diritti delle donne. Ha fondato la prima rivista femminile egiziana ed è stata la prima redattrice di riviste femminili in Medio Oriente..

## Biografia
Sa'īd nacque il 20 gennaio 1914 a Cairo, in Egitto. Entrò a far parte dell'ala giovanile della Egyptian Feminist Union all'età di 14 anni. Fu tra le prime donne a studiare alla Fuad I University in 1931 dove si laureò in letteratura inglese nel 1935. Saʿīd si oppose all'uso del hijab, giocando a tennis in pubblico senza velo. Lavorò al magazine Al-Musawar come redattrice di cronaca.
Nel 1954 Saʿīd fondò Hawaa e fu una delle prime giornaliste professioniste del paese. Dal 1958 al 1969 venne eletta segretaria generale dell'Unione delle donne della Lega pan-araba. Diventò redattrice di Al-Musawar nel 1973. Dal 1976 al 1985 presiedette il gruppo editoriale del magazine.
Morì di cancro all'età di 81 anni, il 13 agosto 1995, a Cairo.

## Opere
- Awraq al-kharif (racconti), Cairo (1943)[8]
- al-Jamiha (romanzo), Cairo (1950)[8]
- Wujuh fi al-jalam (romanzo), Cairo (1963)[8]
- al-Hadaf al-kabir wa qisas ukhra (racconti), Cairo (1985)[8]